# Torneo Hermenegildo Ivancich
El Torneo Hermenegildo Ivancich (también conocido como Torneo Ivancich o Copa Ivancich) es un torneo de fútbol organizado por la Asociación Rosarina de Fútbol, que se desarrolla anualmente.
Haberla instituido fue una suerte de homenaje al Dr. Ivancich que había fallecido el 17 de enero de 1937. Había sido Presidente de Newell’s (en 1933) y de la Asociación Rosarina de Fútbol. De hecho, al momento de su deceso aún era el titular de la Casa Mayor del fútbol local, entidad que presidía desde 1934.
Se creó en 1937, y en su primera edición, este torneo oficial (que organizaba la Asociación Rosarina) se llevó a cabo en el 2.º semestre del año, a una rueda todos contra todos. En su segunda edición, se llevó a cabo previo al inicio de la Liga, que arrancaba en julio, y reemplazó al Torneo Preparación, que se disputó (también de manera oficial) en los años 1934, 1935 y 1936.
La Copa Ivancich (como el Torneo Preparación antiguamente) se disputaba en una sola rueda, y participaban los equipos de Primera División de la Asociación. La primera edición oficial, en 1937, fue ganada por Rosario Central. A partir de 1939 (con los 2 clubes rosarinos ya en los torneos de AFA), ambas instituciones presentan juveniles que no son profesionales para disputar este certamen, y hacen lo propio también en el torneo de la Asociación Rosarina.
En la actualidad se disputa con una modalidad de torneo corto, preparatorio para la temporada anual, en el que participan todos los clubes afiliados a la ARF (sin importar en que división militen actualmente) por lo que engloba tanto a los de la Primera División "A" como a los de la Primera División "B". Habitualmente se realiza tras la pretemporada, comenzando en el mes de febrero.
A modo de encuentros preliminares, tal como sucede el resto del año con el Torneo Gobernador Luciano Molinas y con la Copa Santiago Pinasco, anteceden al encuentro de mayores dos encuentros de categorías juveniles (Décima y Predécima División). El torneo es de inscripción obligatoria para todos los clubes afiliados a la ARF.
Este torneo tiene la particularidad de permitirle a los clubes la inclusión de futbolistas sin la obligación de formalizar su inscripción en los registros de la ARF, ya que únicamente se les exige la presentación del Documento Nacional de Identidad, siendo utilizado por lo tanto habitualmente para la prueba masiva de futbolistas libres.
Se disputa en zonas de cuatro equipos formadas cada una por sorteo, y dentro de ellas juegan todos contra todos. En caso de empate en el encuentro, se ejecuta una serie de penales y el ganador de la misma recibe un punto extra. Clasifican los primeros de cada zona y los de mejor puntaje hasta completar 16 equipos y desde aquí en adelante se emparejan series de playoffs que se dirimen en un partido único hasta definir un Campeón.

## Campeones
- 1937 Rosario Central
- 1938 Argentino de Rosario[2]

(A partir de 1939, Rosario Central y Newell´s Old Boys al ingresar a los campeonatos de AFA, disputan este torneo con futbolistas juveniles que no son profesionales).
- 1939 Provincial
- 1940 No Hubo[3]
- 1941 Central Córdoba
- 1942 Central Córdoba
- 1943 Newell's Old Boys
- 1944 Newell's Old Boys
- 1945 Newell's Old Boys
- 1946 Newell's Old Boys
- 1947 Rosario Central
- 1948 Argentino
- 1949 Talleres Belgrano
- 1950 Newell's Old Boys
- 1952 Argentino
- 1955 Newell's Old Boys
- 1964 Sportivo F.C. de Álvarez
- 1966 Rosario Central
- 1969 Rosario Central
- 1970 Rosario Central
- 1971 Newell's Old Boys
- 1972 Rosario Central
- 1973 Rosario Central
- 1975 Rosario Central
- 1976 Newell's Old Boys
- 1978 Rosario Central
- 1984 Argentino
- 1991 Newell's Old Boys
- 1995 1.º de Mayo
- 1996 Newell's Old Boys
- 1997 Unión y Sociedad Italiana de Alvarez
- 1998 Renato Cesarini
- 1999 1.º de Mayo
- 2000-01 PCC San Jose
- 2001-02 Rosario Central
- 2002-03 Newell's Old Boys
- 2004[4] Tiro Federal
- 2005[5] Newell's Old Boys
- 2007 Central Córdoba
- 2008 Argentino
- 2009 Central Córdoba
- 2010 Newell's Old Boys[6]
- 2011 Oriental
- 2012 Unión y Sociedad Italiana de Álvarez
- 2013 Rosario Central
- 2014 Newell's Old Boys
- 2015 Newell's Old Boys
- 2017 Unión y Sociedad Italiana de Álvarez
- 2018  Central Córdoba

### Títulos por Club
| Equipo                                  | Campeón |
| --------------------------------------- | ------- |
| Newell's Old Boys                       | 15      |
| Rosario Central                         | 11      |
| Argentino                               | 5       |
| Central Córdoba                         | 5       |
| Club Atlético Union y Sociedad Italiana | 3       |
| 1.º de Mayo                             | 2       |
| Talleres Belgrano                       | 1       |
| San José                                | 1       |
| Sportivo F. C                           | 1       |
| Club Renato Cesarini                    | 1       |
| Tiro Federal                            | 1       |
| Oriental                                | 1       |